# Бладстрём, Эрик
Брур Эрик Альвар Бладстрём (швед. Bror Erik Alvar Bladström; 29 марта 1918, Вестервик — 21 мая 1998, Вестервик) — шведский спринтерский каноист. Принимал участие в соревнованиях по гребле на байдарках в конце 1930-х годов.
Завоевал золотую медаль в дисциплине складные байдарки-двойки К-2 10000 м на летних Олимпийских играх 1936 года. На Олимпиаде он был самым молодым спортсменом гребцом в возрасте 18 лет.
В 1938 году Бладстрём завоевал серебряную медаль в дисциплине складные байдарки-двойки К-2 10000 м на соревнованиях чемпионата мира по гребле в спринте на байдарках и каноэ в Ваксхольме.